# Brain Salad Surgery
Brain Salad Surgery — четвёртый студийный альбом английской прогрессивной рок-группы Emerson, Lake & Palmer, выпущенный 7 декабря 1973 года их новым лейблом звукозаписи Manticore Records и распространяемый Atlantic Records.
После тура в поддержку своего предыдущего альбома Trilogy (1972) группа приобрела репетиционные помещения для работы над новым материалом, который бы смешивал классические и рок-темы. Чтобы контролировать ситуацию, они основали собственную звукозаписывающую компанию Manticore в марте 1973 года. Альбом записывался с июня по сентябрь в студиях Olympic и Advision и был сведён в октябре 1973 года в студиях AIR в Лондоне. Как и все предыдущие работы группы, он был спродюсирован Грегом Лейком. Альбом включает обложку, разработанную Хансом Руди Гигером.
Выпущенный со смешанными отзывами критиков, он получил более благоприятные отзывы с момента своего выпуска. Brain Salad Surgery продолжил коммерческий успех группы, достигнув 2-го места в Великобритании и 11-го места в США и в конечном итоге получив золотые сертификаты в обеих странах. В его поддержку трио отправилось в свой самый большой на сегодняшний день мировой тур, включая место хедлайнера на фестивале California Jam. Альбом был многократно ремастерирован/ремикширован и переиздан, включая стерео и 5.1 объёмный звук ремиксы от Якко Якшика.
Альбом занимает 12-е место в списке «50 величайших прог-рок-альбомов всех времён» журнала Rolling Stone. По словам одного музыкального критика (Брюс Эдер из AllMusic), в этом альбоме «качество звука было ошеломляющим, и весь альбом представлял собой высшую точку, которой трио больше никогда не достигнет или даже не будет стремиться — после этого каждый участник начал идти своим путем в плане творчества и музыки».

## Об альбоме
Тексты песен написаны в соавторстве Грегом Лейком и Питером Синфилдом, который ранее писал тексты песен для группы King Crimson. Рисунок обложки этого альбома создан швейцарским художником Хансом Руди Гигером.
- «Jerusalem»

Альбом открывает композиция «Jerusalem», представляющая собой обработку одноимённого музыкального произведения английского композитора Хьюберта Пэрри на стихи Уильяма Блейка из предисловия к его эпической поэме «Мильтон», ставшего неофициальным гимном Англии.
- «Toccata»

Семиминутная инструментальная композиция, представляющая собой обработку части фортепианного концерта аргентинского композитора Альберто Хинастеры. Брюс Эдер высоко оценил эту работу: «адаптация Эмерсоном музыки Альберто Хинастеры превосходит даже „The Barbarian“ и „Knife Edge“ с первого альбома как отличительная и достойная интерпретация серьезного музыкального произведения».
- «Still…You Turn Me On»

Третья по счёту композиция представляет собой лирическую балладу, написанную Грегом Лейком. Журнал Rolling Stone включил её в список «10 Essential ELP Songs», а Брюс Эдер назвал «последней великой балладой группы». Эта песня получила множество положительных отзывов и часто исполнялась группой на концертах, а также включалась в сборники.
- «Benny the Bouncer»

Четвёртая композиция на первой стороне — короткая фортепианная песня «Benny the Bouncer» в стиле хонки-тонк, слова которой написали Лейк и Синфилд.
- «Karn Evil 9»

Первая сторона пластинки завершается первой частью тридцатиминутной пьесы «Karn Evil 9», состоящей из четырёх частей. Три следующие части составляют вторую сторону оригинального винилового издания. Текст этой пьесы, написанный Лейком и Синфилдом, представляет собой мрачную фантастическую повесть о будущем человечества, включающем футуристическое карнавальное шоу, на котором демонстрируются экспонаты, являющиеся частью старого мира. В заключительной части описывается война между людьми и компьютерами, причём её итог не интерпретируется однозначно. В этом произведении звучат слова «Welcome Back My Friends to the Show That Never Ends», давшие название следующему концертному альбому группы.

## Список композиций
Все тексты написаны Грегом Лейком, вся музыка написана Китом Эмерсоном, если не указано иное.
| №  | Название                                                                | Текст песни                 | Музыка | Длительность |
| -- | ----------------------------------------------------------------------- | --------------------------- | --- | ------------ |
| 1. | «Jerusalem»                                                             | Уильям Блейк                | Хьюберт Пэрри (аранжировка Эмерсона, Лэйка, Палмера)                                                      | 2:44         |
| 2. | «Toccata» (4-я часть Первого фортепианного концерта Альберто Хинастеры) | инструментальная композиция | Альберто Хинастера (аранжировка Эмерсона, за исключением перкуссионной части, которую аранжировал Палмер) | 7:23         |
| 3. | «Still…You Turn Me On»                                                  |                             | Грег Лейк                                                                                                 | 2:53         |
| 4. | «Benny the Bouncer»                                                     | Грег Лейк, Питер Синфилд    | | 2:21         |
| 5. | «Karn Evil 9: 1st Impression—Part 1»                                    |                             | | 8:43         |

| №                   | Название                             | Текст песни                 | Длительность |
| ------------------- | ------------------------------------ | --------------------------- | ------------ |
| 1.                  | «Karn Evil 9: 1st Impression—Part 2» | инструментальная композиция | 4:47         |
| 2.                  | «Karn Evil 9: 2nd Impression»        |                             | 7:07         |
| 3.                  | «Karn Evil 9: 3rd Impression»        | Грег Лейк, Питер Синфилд    | 9:03         |
| Общая длительность: | Общая длительность:                  | Общая длительность:         | 45:02        |

## Участники записи
- Кит Эмерсон — клавишные, вокал (голос компьютера в Karn Evil 9 — 3rd Impression)
- Грег Лейк — вокал, бас-гитара, акустическая гитара, электрическая гитара; продюсирование
- Карл Палмер — ударные

В альбоме также использованы стихи Пита Синфилда

## Позиции в хит-парадах и сертификации

Новый логотип ELP, разработанный Хансом Руди Гигером для альбома

Еженедельные чарты:
| Год       | Чарт                                          | Высшая позиция | Пребывание |
| --------- | --------------------------------------------- | -------------- | ---------- |
| 1973—1974 | Австралия (Kent Music Report)                 | 17             | нет данных |
| 1973—1974 | Австрия (Ö3 Austria)                          | 5              | 8 недель   |
| 1973—1974 | Великобритания (UK Albums Chart)              | 2              | 18 недель  |
| 1973—1974 | Италия (Musica e dischi)                      | 9              | 20 недель  |
| 1973—1974 | Канада (RPM Albums Chart)                     | 10             | 39 недель  |
| 1973—1974 | Норвегия (VG-lista)                           | 5              | 12 недель  |
| 1973—1974 | США (Billboard 200)                           | 11             | 47 недель  |
| 1973—1974 | Финляндия (Suomen virallinen lista)           | 26             | 4 недели   |
| 1973—1974 | ФРГ (Offizielle Top 100)                      | 18             | 6 недель   |
| 1973—1974 | Япония (Oricon)                               | 18             | нет данных |
|           |                                               |                |            |
| 2014      | Великобритания (UK Rock & Metal Albums Chart) | 9              | 2 недели   |
|           |                                               |                |            |
| 2023      | Великобритания (UK Rock & Metal Albums Chart) | 15             | 1 неделя   |

| Чарт (1974)                        | Позиция |
| ---------------------------------- | ------- |
| Италия (FIMI)                      | 24      |
| Канада (RPM Year-End)              | 74      |
| США (Billboard Top Popular Albums) | 17      |
| ФРГ (Offizielle Top 100)           | 42      |

| Регион                                                      | Сертификация | Продажи  |
| ----------------------------------------------------------- | ------------ | -------- |
| Великобритания (BPI)                                        | Золотой      | 100 000^ |
| США (RIAA)                                                  | Золотой      | 500 000^ |
| ^ Данные о тиражах приведены только на основе сертификации. |              |          |